# Best Selection (華原朋美のアルバム)
『Best Selection』（ベスト・セレクション）は日本の女性歌手、華原朋美の2作目のベスト・アルバム。

## 解説
- ワーナーミュージック・ジャパンに移籍し、小室哲哉プロデュースから離れ、かつ全米デビューを果たした2001年に、古巣で小室プロデュースによる旧:ORUMOK RECORDSレーベルの販売元であったパイオニアLDCから初めて発売されたベスト・アルバムである。
- 曲目はORUMOK在籍時のデビュー曲「keep yourself alive」から「YOU DON'T GIVE UP」までの楽曲のうち、「LOVE BRACE」などオリジナル・アルバム収録曲も交えて華原自身が選曲した。前作『kahala compilation』同様、ワーナー移籍以降の作品は収録されていない。
- 当時はワーナー移籍後であったが、ジャケットは撮り下ろし写真が用いられた。
- 本作はパイオニアLDCの『Best Selection』シリーズとして発売された。[1]
- Factoryorumokからリリースされたベスト・アルバム『kahala compilation』と重複楽曲が多いが、本作はシングル曲全てがシングル収録ヴァージョンになっている。そのため、「I'm proud」はfull versionではなく「LOVE BRACE」もシングルヴァージョンである。
- 2005年に華原のデビュー10周年を節目にリリースされた2枚組ベスト・アルバム『Super Best Singles 〜10th Anniversary〜』は、ワーナー時代のシングル曲を網羅した上でジェネオンエンタテインメントから同じくジャケットに撮り下ろし写真を用いてリリースされた。
- iTunes Store・レコチョクといった主要配信サイトでダウンロード販売はこれまで行っていた。レーベルを複数移籍をしていた（現時点でのレーベルはユニバーサルミュージック）為、定額のサブスクリプション・ストリーミング配信はユニバーサルミュージックの楽曲のみ行われていたが、2022年12月1日よりNBCユニバーサル・エンターテイメントジャパン（旧：ORUMOK RECORDS）及びワーナーミュージックジャパン時代[注 1]の音源が突如解禁された事により、本作も併せて配信を開始した。2023年2月に各シングルCDも配信開始するまで、ORUMOKレーベル時代の音源をシングルバージョンで視聴できる唯一のアルバムとなっていた。

## 収録曲
1. LOVE BRACE [single mix]
4thシングル
シングルバージョンは、アルバム初収録。
2. Just a real love night [RADIO EDIT MIX]
1stアルバム『LOVE BRACE』収録曲
イントロは、ベスト・アルバム『kahala compilation』の音源で収録されていたアレンジではなく、1stアルバム収録の雑踏からの音源で収録されている（2015年リリースの『ALL TIME SELECTION BEST』は当該ベストと同様だが、フェードインから入る）。
3. keep yourself alive [RADIO EDIT MIX]
1stシングル
4. Living on…!
1stアルバム『LOVE BRACE』収録曲
5. I BELIEVE [RADIO EDIT]
2ndシングル
シングルバージョンは、アルバム初収録。
6. summer visit
1stアルバム『LOVE BRACE』収録曲
7. MOONLIGHT
1stアルバム『LOVE BRACE』収録曲
8. I'm proud [Radio Edit]
3rdシングル
シングルバージョンは、アルバム初収録。
9. save your dream [Original Mix]
5thシングル
10. Every morning
2ndアルバム『storytelling』収録曲
11. afraid of tonight
2ndアルバム『storytelling』収録曲
12. たのしく たのしく やさしくね [Original Mix]
8thシングル
13. I WANNA GO [Single Mix]
9thシングル
14. LOVE IS ALL MUSIC [Original Mix]
7thシングル
15. Hate tell a lie [Original Mix]
6thシングル
16. YOU DON'T GIVE UP [Single mix]
10thシングル